# 茶臼山高原道路

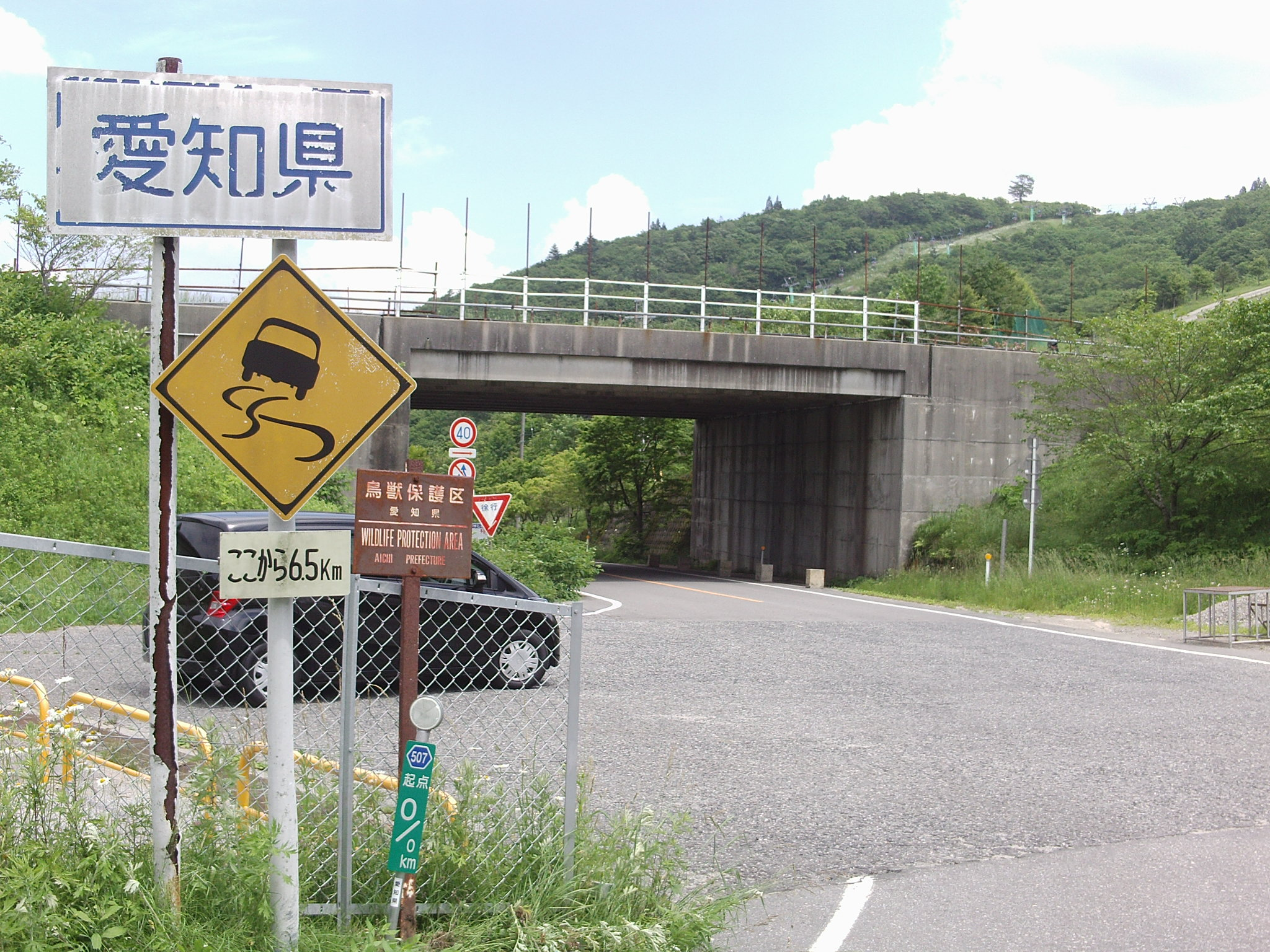
県道起点茶臼山（画像に写るリフトのある山は隣の萩太郎山）。愛知県の最高峰付近を通る道路。この茶臼山高原は天竜奥三河国定公園の一部であり、茶臼山高原スキー場（冬）･天空の花回廊芝桜の丘（初夏）などがある。

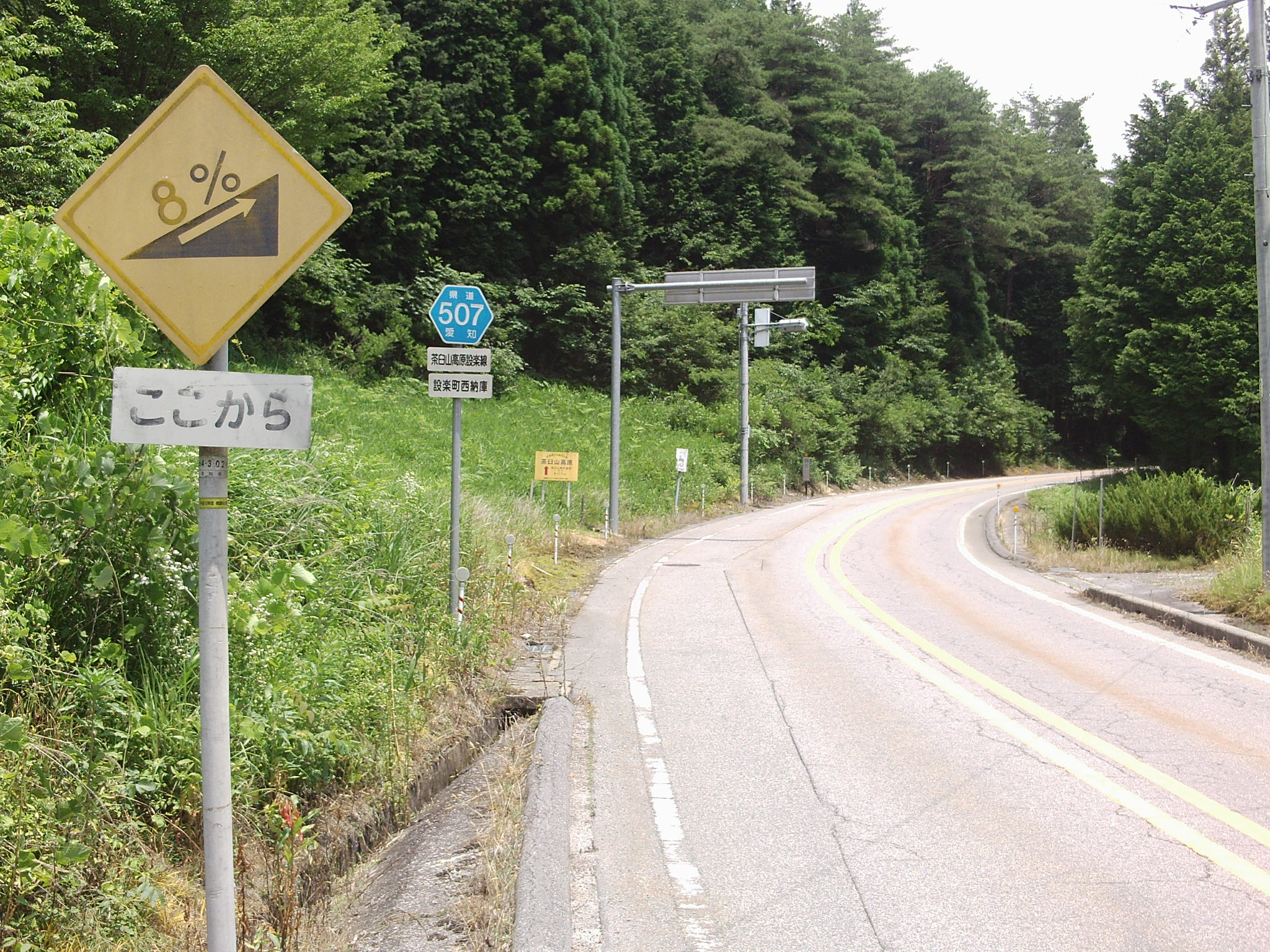
県道終点の設楽町。道の駅アグリステーションなぐらのすぐ東側。ここから8パーセントないし9パーセントの上り急勾配区間が続く（上りばかりだが山越え谷越えするため下りも若干ある）。名古屋･豊田方面から茶臼山方向へ行く主要な道路の一つである。

茶臼山高原道路（ちゃうすやまこうげんどうろ）は、愛知県道507号茶臼山高原設楽線（あいちけんどう507ごう ちゃうすやまこうげんしたらせん）の一般有料道路として整備され、愛知県道路公社が管理していた、愛知県北設楽郡豊根村（茶臼山IC）を起点とし、設楽町（西納庫IC）を終点とする全線対面通行、延長14.2キロメートル (km) の道路である。
愛知県の最高峰である茶臼山（標高1416メートル）の南側山腹にある高原地帯に道路が走る。天竜奥三河国定公園内の高原地帯を通り抜けて茶臼山高原へ行くための観光有料道路で親しまれていたが、2008年（平成20年）4月13日に無料開放されて愛知県道507号茶臼山高原設楽線の一般道路として供用された。無料開放後も「茶臼山高原道路」の名称は、愛称として引き続き使われている。

## インターチェンジ
| 施設名   | 接続路線名                                   | 所在地 |
| -------- | -------------------------------------------- | ------ |
| 茶臼山IC | 愛知県道506号茶臼山線                        | 豊根村 |
| 折元IC   | 愛知県道・長野県道10号設楽根羽線（伊那街道） | 設楽町 |
| 面ノ木IC | 愛知県道80号東栄稲武線                       | 設楽町 |
| 西納庫IC | 国道257号                                    | 設楽町 |

## 沿革
- 1973年6月25日 : 県道認定
- 1978年4月 : 一部開通
- 1981年4月 : 全線開通
- 2008年4月13日 : 無料開放・移管

## 通行料金（当時）
ここに記載しているものは、無料開放される直前の通行料金であり、現在は料金収受業務を行っていない。料金は走行区間（インターチェンジ間毎）によって異なっており、また、ETCには対応していなかった。無料開放直前、普通車の通行料金は愛知県内の有料道路の中では最も高かった。高い通行料金を敬遠してきた人たちが利用するようになり（特に違法競走型暴走族たち）、交通量は従来よりかなり増えている。
- 全線
  - 普通車：1,460円
  - 大型車（I）（大型貨物自動車）：2,200円
  - 大型車（II）（観光バス）：5,130円
  - 軽自動車・二輪車：990円
  - 軽車両等：150円
- 茶臼山IC - 折元IC
  - 普通車：900円
  - 大型車（I）（大型貨物自動車）：1,310円
  - 大型車（II）（観光バス）：3,100円
  - 軽自動車・二輪車：630円
  - 軽車両等：100円
- 折元IC - 面ノ木IC
  - 普通車：310円
  - 大型車（I）（大型貨物自動車）：520円
  - 大型車（II）（観光バス）：1,100円
  - 軽自動車・二輪車：210円
  - 軽車両等：30円
- 面ノ木IC - 西納庫IC
  - 普通車：250円
  - 大型車（I）（大型貨物自動車）：370円
  - 大型車（II）（観光バス）：930円
  - 軽自動車・二輪車：150円
  - 軽車両等：20円

## 地理
付近に高速道路はなく、新東名高速道路の浜松いなさJCTから三遠南信自動車道（佐久間道路・三遠道路）を経て、国道151号を北上した愛知・長野県境に近い愛知側に位置する。茶臼山の南側や西側（国道257号に接続）に面した標高が低いところでは、木々に囲まれながらも明るく開放感がある。付近には津具高原牧場があり、牧場から終盤の3 kmほどは視界が広がり、奥三河の高原地帯の山並みと日本的な農村風景が広がる。高原地帯のため春から秋まで沿道にいろいろな花を見ることができるほか、秋は紅葉が美しいところでも知られる。茶臼山高原にはホテルや美術館、牧場などの観光施設が揃う。
- 茶臼山高原（茶臼山高原スキー場、茶臼山牧場、休暇村茶臼山高原キャンプ場）
- 面ノ木園地（面ノ木ビジターセンター）
- 道の駅アグリステーションなぐら